# 華潤水泥
華潤水泥控股有限公司（港交所：1313）是華潤集團的子公司之一。公司是華南地區領先的水泥及混凝土生產商，也是華南地區最大的新型乾法水泥及熟料生產商。 它在2003年成立，在開曼群島註冊，總部在香港。

## 上市
華潤水泥曾經兩度在香港交易所上市。2003年，它首次在香港上市。2006年，大股東華潤集團以每股$2.45港元，把華潤水泥私有化，撤銷上市地位。
2009年，它再度上市，以每股$3.9港元公開招股，但股價自上市後一直低於招股價。
2010年買下台灣環球水泥位於廣東惠州的水泥和混凝土等數家相關公司。
2011年6月29日，華潤水泥宣佈以18.87億港元向高盛收購於內蒙古從事生產及銷售水泥及熟料的蒙西水泥40.6%權益。蒙西水泥為內蒙古最大的新型乾法熟料及水泥生產商。

## 連結
- 華潤水泥控股有限公司